# Седер Песах
Се́дер Пе́сах (от ивр. סֵדֶר‎, се́дер — «порядок» и פֶּסַח‎, пе́сах — название праздника) — ритуальная семейная трапеза, проводимая в начале праздника Песах (еврейской Пасхи). Время проведения — вечер (после наступления темноты) на исходе 14-го нисана по еврейскому календарю (по григорианскому календарю может приходиться на период с 25 марта по 24 апреля). За пределами Израиля принято проводить два седера (в этот вечер и последующий). В основе ритуала лежит воспоминание о выходе евреев из египетского рабства, история которого изложена в Торе, в книге Шмот.

## Происхождение ритуала
Сама идея седера основана на стихе Торы: 

И поведай сыну твоему в тот день так: Ради этого совершал Господь мне (чудеса) при моем исходе из Мицраима.Оригинальный текст (др.-евр.)וְהִגַּדְתָּ לְבִנְךָ, בַּיּוֹם הַהוּא לֵאמֹר; בַּעֲבוּר זֶה, עָשָׂה יְהוָה לִי, בְּצֵאתִי מִמִּצְרָיִם׃
— Шмот 13:8
В соответствии с этим, вечером в годовщину исхода еврейские семьи собираются для того, чтобы прочесть Пасхальную Агаду — древний сборник, содержащий рассказ об исходе с комментариями из Талмуда, описание обрядов и благословений, тексты пасхальных песнопений. Во время седера читают и обсуждают Агаду, едят мацу и другие ритуальные блюда, выпивают четыре ритуальных бокала вина (Псахим 10:1), соответствующие четырём фразам из книги Шмот:

Потому скажи сынам Исраэля: Я Господь, и Я выведу вас из-под тягот (тяжких трудов на) Мицраима, и спасу вас от порабощения их, и избавлю вас раменницей простертою и великими судами. И возьму вас Мне народом…Оригинальный текст (др.-евр.)לָכֵן אֱמֹר לִבְנֵי־יִשְׂרָאֵל אֲנִי יְהוָה, וְהוֹצֵאתִי אֶתְכֶם, מִתַּחַת סִבְלֹת מִצְרַיִם, וְהִצַּלְתִּי אֶתְכֶם מֵעֲבֹדָתָם; וְגָאַלְתִּי אֶתְכֶם בִּזְרוֹעַ נְטוּיָה, וּבִשְׁפָטִים גְּדֹלִים׃ וְלָקַחְתִּי אֶתְכֶם לִי לְעָם…
— Шмот 6:6, 7
Ритуал пасхального седера описан уже в Мишне в последней главе трактата Псахим и окончательно сложился в Средневековье. В основе ритуала лежало вкушение пасхального агнца, согласно описанному в Шмот 12:1—11:

И сказал Господь Моше и Аарону на земле Мицраима так: Этот месяц для вас — Глава месяцев, первый он у вас из месяцев года. Говорите всей общине Исраэля так: В десятый (день) этого месяца пусть возьмут себе каждый по агнцу на отчий дом, по агнцу на дом. А если мал числом дом, чтобы быть «на агнца», пусть возьмёт он и его сосед, близкий к его дому, по числу душ; каждый (по тому), сколько съест, разочтитесь на агнца. Агнец без порока, самец по первому году, будет он у вас; из овец или из коз берите его. И будет он у вас на хранении до четырнадцатого дня этого месяца; и заколет его все собрание общины Исраэля в межвечерье. И возьмут от крови, и возложат на два косяка и на притолоку, на дома, в которых будут есть его. И пусть едят мясо в эту ночь, испеченным на огне; и пресные хлебы с горькими травами пусть едят. Не ешьте от него недопеченного и сваренного в воде, но только испеченное на огне; его голова с его ногами и с его внутренностями. И не оставляйте от него до утра; а оставшееся от него до утра на огне сожгите. И так ешьте его: ваши чресла препоясаны, ваша обувь на ваших ногах и ваш посох в вашей руке; и ешьте его с поспешностью, — песах это Господу.Оригинальный текст (др.-евр.)וַיֹּאמֶר יְהוָה אֶל־מֹשֶׁה וְאֶל־אַהֲרֹן, בְּאֶרֶץ מִצְרַיִם לֵאמֹר׃ הַחֹדֶשׁ הַזֶּה לָכֶם רֹאשׁ חֳדָשִׁים; רִאשׁוֹן הוּא לָכֶם, לְחָדְשֵׁי הַשָּׁנָה׃ דַּבְּרוּ, אֶל־כָּל־עֲדַת יִשְׂרָאֵל לֵאמֹר, בֶּעָשֹׂר לַחֹדֶשׁ הַזֶּה; וְיִקְחוּ לָהֶם, אִישׁ שֶׂה לְבֵית־אָבֹת שֶׂה לַבָּיִת׃ וְאִם־יִמְעַט הַבַּיִת מִהְיֹת מִשֶּׂה, וְלָקַח הוּא, וּשְׁכֵנוֹ הַקָּרֹב אֶל־בֵּיתוֹ בְּמִכְסַת נְפָשֹׁת; אִישׁ לְפִי אָכְלוֹ, תָּכֹסּוּ עַל־הַשֶּׂה׃ שֶׂה תָמִים זָכָר בֶּן־שָׁנָה יִהְיֶה לָכֶם; מִן־הַכְּבָשִׂים וּמִן־הָעִזִּים תִּקָּחוּ׃ וְהָיָה לָכֶם לְמִשְׁמֶרֶת, עַד אַרְבָּעָה עָשָׂר יוֹם לַחֹדֶשׁ הַזֶּה; וְשָׁחֲטוּ אֹתוֹ, כֹּל קְהַל עֲדַת־יִשְׂרָאֵל בֵּין הָעַרְבָּיִם׃ וְלָקְחוּ מִן־הַדָּם, וְנָתְנוּ עַל־שְׁתֵּי הַמְּזוּזֹת וְעַל־הַמַּשְׁקוֹף; עַל הַבָּתִּים, אֲשֶׁר־יֹאכְלוּ אֹתוֹ בָּהֶם׃ וְאָכְלוּ אֶת־הַבָּשָׂר בַּלַּיְלָה הַזֶּה; צְלִי־אֵשׁ וּמַצּוֹת, עַל־מְרֹרִים יֹאכְלֻהוּ׃ אַל־תֹּאכְלוּ מִמֶּנּוּ נָא, וּבָשֵׁל מְבֻשָּׁל בַּמָּיִם; כִּי אִם־צְלִי־אֵשׁ, רֹאשׁוֹ עַל־כְּרָעָיו וְעַל־קִרְבּוֹ׃ וְלֹא־תוֹתִירוּ מִמֶּנּוּ עַד־בֹּקֶר; וְהַנֹּתָר מִמֶּנּוּ עַד־בֹּקֶר בָּאֵשׁ תִּשְׂרֹפוּ׃ וְכָכָה תֹּאכְלוּ אֹתוֹ, מָתְנֵיכֶם חֲגֻרִים, נַעֲלֵיכֶם בְּרַגְלֵיכֶם, וּמַקֶּלְכֶם בְּיֶדְכֶם; וַאֲכַלְתֶּם אֹתוֹ בְּחִפָּזוֹן, פֶּסַח הוּא לַיהוָה׃
— Шмот 12:1—11
Так как обряд заклания пасхального агнца прекратился после разрушения римлянами Храма в 70 году, в основе современного ритуала седера лежит вкушение мацы и марора.

## Принадлежности седера
Каждый участник седера должен иметь экземпляр Пасхальной Агады, бокал для вина и тарелку. Перед седером, как и при наступлении любого другого праздника, принято зажигать свечи.
Список блюд седера:
- Маца — в количестве не менее трёх лепёшек[4], необходимых для произнесения благословения; существуют различные мнения, какое минимальное количество мацы должен съесть каждый из участников седера. Вкушение мацы в первый день праздника Песах прямо предписано Торой, в частности, Шмот 12:15—20. С одной стороны она представляет собой «хлеб бедности», который ели рабы в Египте, с другой стороны — «хлеб свободы», как сказано в Шмот 12:39: «И испекли они из теста, которое вынесли из Египта, пресные лепёшки, ибо оно ещё не вскисло, потому что они выгнаны были из Египта и не могли медлить, и даже пищи не приготовили себе на дорогу».
- Зроа — небольшой кусочек жареного мяса с костью внутри (например, куриное крылышко или горлышко), служащее напоминанием о пасхальной жертве. Есть его в течение седера не принято.
- Бейца — крутое яйцо. Оно символизирует праздничное жертвоприношение, которое было принято приносить в Иерусалиме в праздники. В отличие от зроа, яйца едят во время праздничной трапезы. У сефардов есть обычай окрашивать яйца при варке с помощью луковой шелухи или кофейных зёрен.
- Марор — «горькая трава» (хрен, кресс-салат; конкретный вид определяется местной традицией). Вкушение марора предписано Торой, он символизирует горечь египетского рабства.
- Хазерет — та же «горькая трава» с листьями салата для ритуала корех, см. ниже.
- Харосет — сладкая смесь из натёртых фруктов и молотых орехов, рецепт его приготовления различается в зависимости от местного обычая. Название в буквальном смысле означает глину и напоминает «о глиняном сырье, использовавшемся для изготовления кирпичей на строительных работах в египетском рабстве»[2].
- Карпас — любая огородная зелень (петрушка, варёный картофель, репчатый лук, сельдерей, редька), «трава, растущая под ногами» — символизирует бесправное положение евреев в египетском рабстве.
- Вино (или виноградный сок) — в количестве, достаточном для того, чтобы каждый участник мог выпить четыре[5] бокала. Этот обычай упомянут уже в Мишне и имеет множество объяснений.
- Подсоленная вода, символизирующая слёзы рабства[6]. Сефарды вместо неё используют уксус.

Одним из этапов седера является праздничная трапеза, в ходе которой едят яйца, мясо, рыбу и любые другие блюда и напитки, разрешённые пасхальным кашрутом.

## Последовательность Седера
Последовательность седера изложена в открывающем Агаду стихотворении:

| קדש ורחץ כרפס יחץ מגיד רחצה מוציא מצה מרור כורך שלחן עורך צפון ברך הלל נרצה | Кадеш у-рхац Карпас яхац Магид рахца Моци маца Марор корех Шульхан орех Цафун барех Галель нирца |

Порядок проведения седера представляет собой сочетание обрядов обычной праздничной трапезы и специфических пасхальных ритуалов:
- Кадеш — освящение праздника над бокалом вина. Пьют первый бокал.
- У-рхац — первое омовение рук (перед овощной закуской).
- Карпас — вкушение овощной закуски. Первое обмакивание (карпаса в солёную воду).
- Яхац — преломление средней мацы. Отделяют и прячут кусок мацы (афикоман), который в дальнейшем завершит трапезу.
- Магид — рассказ об исходе из египетского рабства. В завершение пьют второй бокал вина.
- Рахца — второе омовение рук (перед едой хлеба).
- Моци маца — благословение на вкушение мацы.
- Марор — вкушение марора. Второе обмакивание (марора в харосет).
- Корех — вкушение мацы и марора.
- Шульхан орех («накрывает стол») — праздничная трапеза.
- Цафун — вкушение афикомана (который был отложен раньше на этапе яхац).
- Барех — молитва после еды. Пьют третий бокал вина.
- Галель — чтение хвалебных псалмов. В завершение пьют четвёртый бокал вина, над которым спели «благословение песни».
- Нирца — завершение седера.

## В искусстве
- «Седер-мазохизм» — американский полнометражный анимационный фильм, созданный режиссёром Ниной Пэйли в 2018 году